# Henry de Sully
Henry de Sully (auch Henry de Soilli) († 24. oder 25. Oktober 1195) war ein anglonormannischer Geistlicher. Ab 1193 war er Bischof von Worcester.
Henry de Sully wurde nach der französischen Stadt Sully-sur-Loire östlich von Orléans benannt, doch seine genaue Herkunft ist nicht genau geklärt. Er wird oft mit dem namensgleichen Heinrich von Sully verwechselt, der wie er ein Cluniazensermönch, aber ein Sohn von Graf Wilhelm von Blois und damit ein Neffe des englischen Königs Stephan von Blois war.
Henry de Sully wurde wohl 1186 Prior von Bermondsey Abbey, einer Niederlassung der Cluniazenser bei London. Auf Betreiben von König Richard I. wurde er 1189 Abt von Glastonbury Abbey. Als Abt kam er in Konflikt mit Bischof Savaric von Bath. Dieser war ein Verwandter des römisch-deutschen Kaisers Heinrich VI. und nutzte die Gefangenschaft von König Richard I. aus, um Glastonbury Abbey seiner Diözese zu unterstellen. Als Henry de Sully 1193 den gefangenen König in Deutschland besuchte, eröffnete ihm dieser, dass der Kaiser neben dem hohen Lösegeld auch die Aufgabe der Unabhängigkeit von Glastonbury Abbey verlange. Als Ersatz bot der König Henry de Sully an, zum Bischof der Diözese Worcester gewählt zu werden. Henry de Sully blieb keine Wahl. Er wurde am 4. Dezember 1193 zum Bischof von Worcester gewählt und verzichtete auf sein Amt als Abt. Bereits am 12. Dezember erfolgte seine Bischofsweihe und am 6. Januar 1194 seine Inthronisation in Worcester. In der damals politisch unruhigen Zeit während der langen Abwesenheit des Königs reiste er anschließend nicht in seine Diözese. stattdessen wird er im Februar 1194 in Westminster und Ende März 1194 im umkämpften Nottingham erwähnt. Nach der Rückkehr von König Richard nahm er am 17. April 1194 an dessen erneuten Krönung in Winchester teil. Obwohl er bereits im folgenden Jahr starb, sind aus Sullys kurzer Amtszeit als Bischof dennoch 33 Urkunden erhalten. In ihnen bestätigte er vor allem bisherige Rechte und Privilegien von Klöstern und Kirchen seiner Diözese. In weiteren Urkunden kümmerte er sich bereits um Messen und Gebete für sein Seelenheil.